# Централна автогара София
Централна автогара София е главната автогара в град София, България.
Автогарата има закрита площ от 7173 m², а чакалнята ѝ – 1500 m². Разполага с 57 каси, като освен плащане в брой, се приемат дебитни и кредитни карти. От автогарата имат възможност да тръгнат едновременно между 47 и 50 автобуса от 50 сектора за страната и чужбина, а 10 допълнителни са предоставени в натоварени дни. 2250 пътници преминават за 1 час през чакалните. На автогарата има монтирани 130 охранителни видеокамери.

## Транспорт
Точно пред автогарата няма спирки – спирки има пред Централна гара София. Метрото стига до гарата в София, но метростанцията има изход и пред автогарата.